# Японская антарктическая экспедиция
Япо́нская антаркти́ческая экспеди́ция 1910—1912 годов (яп. 南極探検隊 Нанкёку танкэнтай) — первая антарктическая экспедиция, предпринятая в Японии. Целью её было достижение Южного полюса. Возглавлялась лейтенантом Сирасэ Нобу (1861—1946). Несмотря на отсутствие ощутимых результатов, вызвала большой подъём патриотических чувств в Японии.

## Подготовка и снаряжение
Будущий начальник экспедиции Сирасэ Нобу имел экспедиционный опыт, проведя в 1893 году зимовку в ледяной пещере на острове Шумшу, побывав там и в 1895 году. После демобилизации в звании лейтенанта некоторое время жил на Карафуто. В начале XX века он стал планировать экспедицию к Северному полюсу, но после сообщений Кука и Пири, в 1909 году он начал организацию экспедиции на Южный полюс. Экспедиция не получила поддержки государства, поскольку премьер-министр Кацура Таро и председатель Ассоциации поддержки экспедиции Окума Сигэнобу были политическими противниками. Снаряжать экспедицию пришлось на добровольные пожертвования, была объявлена национальная подписка, в которой участвовали 10 000 человек. Экспедиция была крайне стеснена в средствах, снаряжение было более чем скудным. Например, провиант включал 3000 штук сушеной трески для собак, 11 тысяч сушеных гребешков, 660 кг сахара, 2500 банок мясных консервов, 562,5 кг тофу, 18 000 кг риса, 2500 банок фруктовых консервов, 2000 банок приправы и т. д. Существенной частью снаряжения были 30 курильских ездовых лаек, отданных под попечение каюров-айнов Ямабэ Ясуносукэ (айнское имя Яёманэку) и Ханамори Синкити (айнское имя Сисиратока). Первоначально предполагалось использовать лошадей (Сирасэ консультировался с участниками экспедиции Шеклтона), но места для конюшен и корма не оказалось на борту экспедиционного судна.
Экспедиционным судном стала бывшая рыболовная парусная шхуна. Её обшили железными листами, поставили небольшой двигатель и дали имя «Кайнан-мару» (яп. 開南丸, «Освоение Юга»). Судно длиной 30 метров имело водоизмещение 204 тонны. Вспомогательная паровая машина имела мощность всего в 18 л. с.

## Команда
Подбору команды уделялось особое внимание, ибо экспедиция должна была продемонстрировать миру величие самурайского духа. Одним из условий включения в состав экипажа было отсутствие семьи, поскольку никто не мог гарантировать благополучного возвращения. Индивидуальные контракты с начальником подписывались кровью. (Тем не менее в команде оказались люди, скрывшие своё семейное положение и даже предстоящую помолвку). Один из членов команды отправился своим иждивением. В числе курьёзных моментов можно указать и такой: кандидаты должны были показать умение разгрызать косточку маринованной сливы. Начальник считал, что в Антарктиде, скорее всего, придется питаться насквозь промороженной пищей.
Возраст указан на момент отправления из Иокогамы, фамилия указана первой

### Береговой отряд
1. Сирасэ Нобу (白瀬 矗), 49 лет — лейтенант армии в отставке, начальник экспедиции, начальник санного отряда
2. Ханамори Синкити (花守　信吉), 33 года — каюр, айн по национальности
3. Икэда Масакити (池田　政吉), 45 лет — натуралист (участвовал только со второго сезона)
4. Миисё Сэйдзо (三井所　清造), 34 года — фельдшер, помощник врача
5. Миура Котаро (三浦　幸太郎), 25 лет — кок (только в первом сезоне)
6. Мурамацу Сусуму (村松　　進), 26 лет — второй механик
7. Нисикава Гэндзо (西川　源蔵), 24 года — стюард
8. Тада Кэйити (多田　恵一), 28 лет — ассистент натуралиста
9. Таидзуми Ясунао (田泉　保直), 24 года — кинооператор (работал только в первом сезоне)
10. Такэда Тэрутаро (武田　輝太郎), 33 года — глава научного отряда
11. Ватанабэ Тикасабуро (渡辺　近三郎), 26 лет — матрос, во втором сезоне назначен коком
12. Ямабэ Ясуносукэ (山辺　安之助), 44 года — каюр, айн по национальности
13. Ёсино Ёситада (吉野　義忠), 23 года — кладовщик
14. Хасимура — каюр, айн по национальности

### Команда «Кайнан-мару»
1. Номура Наокити (野村　直吉), 44 года — командир судна
2. Танно Дзэнсаку (丹野　善作), 41 год — первый помощник, переводчик (только в первом сезоне)
3. Цутия Томодзи (土屋　友治), 34 года — второй помощник, во второй сезон повышен до первого помощника
4. Сакаи Хэйтаро (酒井　兵太郎), 44 года — третий помощник, во второй сезон повышен до второго помощника
5. Сима Ёситакэ (島　　義武), 30 лет — казначей
6. Симидзу Котаро (清水　光太郎), 40 лет — старший механик
7. Тохэй Рёхэй (藤平　量平), 27 лет — смазчик, во второй сезон повышен до второго механика
8. Фукусима Ёсидзи (福島　吉治), 19 лет — матрос
9. Сугисаки Рокугоро (杉崎　六五郎), 36 лет — кочегар
10. Хамасаки Миосаку (浜崎　三男作), 28 лет — кочегар
11. Сато Итимацу (佐藤　市松), 33 года — рулевой
12. Камада Гисаку (釜田　儀作), 27 лет — рулевой
13. Миякэ Юкихико (三宅　幸彦), 28 лет — дрессировщик собак и переводчик (работал только во втором сезоне)
14. Сибата Канэдзиро (柴田　兼治郎), 20 лет — матрос
15. Такагава Садзиро (高川　才次郎), 31 год — матрос
16. Ватанабэ Китаро (渡辺　鬼太郎), 29 лет — матрос
17. Ясуда Исабуро (安田　伊三郎), 32 года — плотник
18. Такатори Сумимацу (高取　寿美松), 35 лет — кочегар (работал только в первом сезоне)

## Ход экспедиции

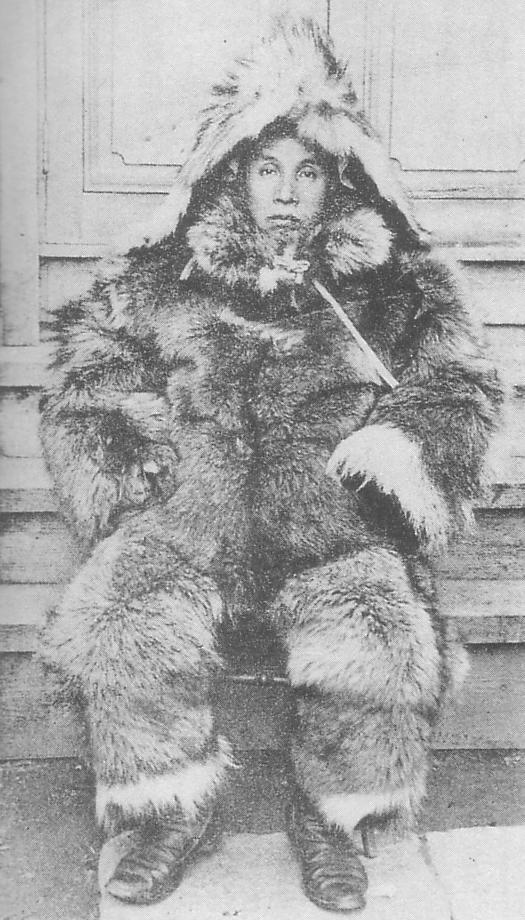
Начальник экспедиции Сирасэ Нобу в полярной одежде

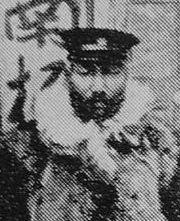
Один из членов экспедиции, каюр-айн Ямабэ Ясуносукэ

29 ноября 1910 года «Кайнан-мару» вышел из Иокогамы, взяв курс на юг. Уже первый этап плавания показал, что экспедиция будет очень тяжелой. На экваторе температура в трюмах судна достигла +37 °C, испортилась часть крупы и консервов. Особенно страдали от жары лайки, пять из которых издохли. Команде приходилось заниматься рыбной ловлей, добыча составляла значительную часть рациона. Крайне напряжённой была ситуация с пресной водой: мыться приходилось дождевой водой, суточный рацион воды составлял одну кружку.
8 февраля 1911 года судно добралось до Веллингтона, Новая Зеландия, время для плавания на Юг было упущено. Пока судно загружалось припасами, издохли ещё четыре лайки. 11 февраля «Кайнан-мару» двинулся дальше. Вечером 2 марта начался снегопад, на следующий день появились первые айсберги, а затем ледовые поля, становившиеся все плотнее. Лейтенант Сирасэ решился отправиться в Австралию, до начала нового летнего сезона. 1 мая экспедиция прибыла в Сидней. К тому времени на борту осталась всего одна живая лайка. Здесь были получены сведения о «полярной гонке», развернувшейся между Скоттом и Амундсеном, стало ясно, что японцы не смогут с ними конкурировать.
Местные жители встретили японцев подозрительно, а у команды даже не было денег на гостиницу. Капитан «Кайнан-мару» Номура был отправлен на родину для сбора недостающих средств и закупки новой партии ездовых собак. С ним отправились несколько членов команды, не вынесшие тягот пути. Оставшиеся в Сиднее люди в буквальном смысле слова нищенствовали, а в прессе печатались издевательские материалы о «жёлтых гориллах, взявшихся за покорение Южного полюса». В Австралии экспедиции большую помощь оказал сэр Уильям Эджворт Дэвид, участник первой экспедиции Шеклтона, покоритель Южного Магнитного полюса, занимавший тогда должность президента Австралийского общества содействия развитию науки. Он опубликовал статью об экспедиции в местных газетах, устраивал экскурсии на «Кайнан-мару» для сбора средств, помогал советами, а также предоставил собственный сад для разбивки палаточного лагеря японской экспедиции. Сирасэ подарил ему фамильный меч XVII века, хранящийся ныне в Австралийском музее.
В начале ноября 1911 года из Японии вернулся капитан Номура, с которым приплыл ещё один каюр-айн Хасимура и 29 сахалинских лаек. 19 ноября экспедиция вновь вышла в море. 12 января 1912 года «Кайнан-мару» вошёл в Китовую бухту, где уже расположился «Фрам», ожидавший возвращения команды Амундсена с Южного полюса. 27 января произошла встреча двух экспедиций. Амундсен описывал это событие в иронических тонах:

«…Престрюд изрядно удивился, очутившись лицом к лицу с двумя сынами Ниппона, которые рьяно изучали нашу палатку и её содержимое. Правда, в ней был всего-то один спальный мешок да примус. Японцы первыми начали беседу по-английски, радостно толкуя что-то насчет nice day (чудесного дня) и plenty ice (обилия льда). Заявив, что он совершенно согласен с такими неоспоримыми фактами, наш товарищ перевел речь на более интересующий его вопрос. Гости рассказали, что они сейчас единственные обитатели палатки на краю барьера. Двое их товарищей ушли в глубь барьера заниматься метеорологическими наблюдениями, они вернутся через неделю. „Кайнан Мару“ отправился к Земле Короля Эдуарда. Предполагалось, что судно вернется к 10 февраля, заберет береговой отряд и возьмет курс на север. Престрюд пригласил своих новых знакомых навестить нас в „Фрамхейме“ и, чем скорее, тем лучше; но они все не шли, а мы не могли их ждать. Если японцы все же посетили „Фрамхейм“, они могут засвидетельствовать, что мы сделали все, чтобы нашим возможным преемникам было хорошо».— Руаль Амундсен. Южный полюс
В 75 километрах к востоку от Китовой бухты 16 января была найдена удобная гавань, названная Кайнан-мару. (В 1956 году здесь будет основана американская база Little America V.) Бухта изобиловала тюленями, на которых айны тут же развернули охоту, мясо стало основой рациона полярников, жир служил отличным топливом. Лагерь экспедиции развернули в 2,5 км от побережья. Из-за непогоды 27 января, «Кайнан-мару» вынужден был уйти в море.
20 января отряд из пяти человек во главе с лейтенантом Сирасэ направился к югу. На ведущих санях, в которые впрягли 15 лаек, сидели Сирасэ, айн Ханамори и наблюдатель Такэда. За ними шла упряжка из 13 собак, тащивших сани с айном Ямабэ и медиком Миисё. Отряд взял с собой 800 кг груза, включавшего палатки, двадцатидневный запас провианта и различные инструменты. Все были в меховой одежде, на ногах — снегоступы. На собак надели специальную обувь, чтобы облегчить им бег по снегу.

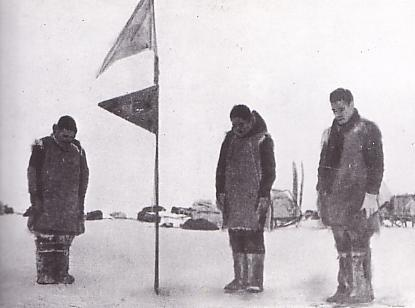
Экспедиция в самой южной точке пути. 29 января 1912 года

Продвижение было медленным: в сутки удавалось проходить не более 15 км. Жизнь осложнялась антагонизмом между японцами и айнами: японские члены экспедиции на привалах ночевали в палатке, айнов же оставляли вместе с собаками под открытым небом. На шестой день похода началась метель при −25 °C, в буране упряжки потеряли друг друга, что грозило смертельной опасностью, поскольку навигационный компас располагался на одних нартах, а всё снаряжение на вторых. Пурга продолжалась 26 часов. 28 января, на 9-й день похода группы воссоединились. Достигнув 80°05’ ю. ш. на 156°37’з. д., Сирасэ понял, что команда совершенно не готова к походу и принял решение возвращаться.
Сирасэ дал название достигнутому месту Снежная долина Ямато (яп. 大和雪原, Ямато юкихара), поднял японский флаг, и провозгласил открытые земли владениями Японии. В снегу была захоронена капсула с подписями всех 10 000 жертвователей экспедиции. 31 января команда вернулась на побережье. С ними были 26 уцелевших собак.

## Возвращение

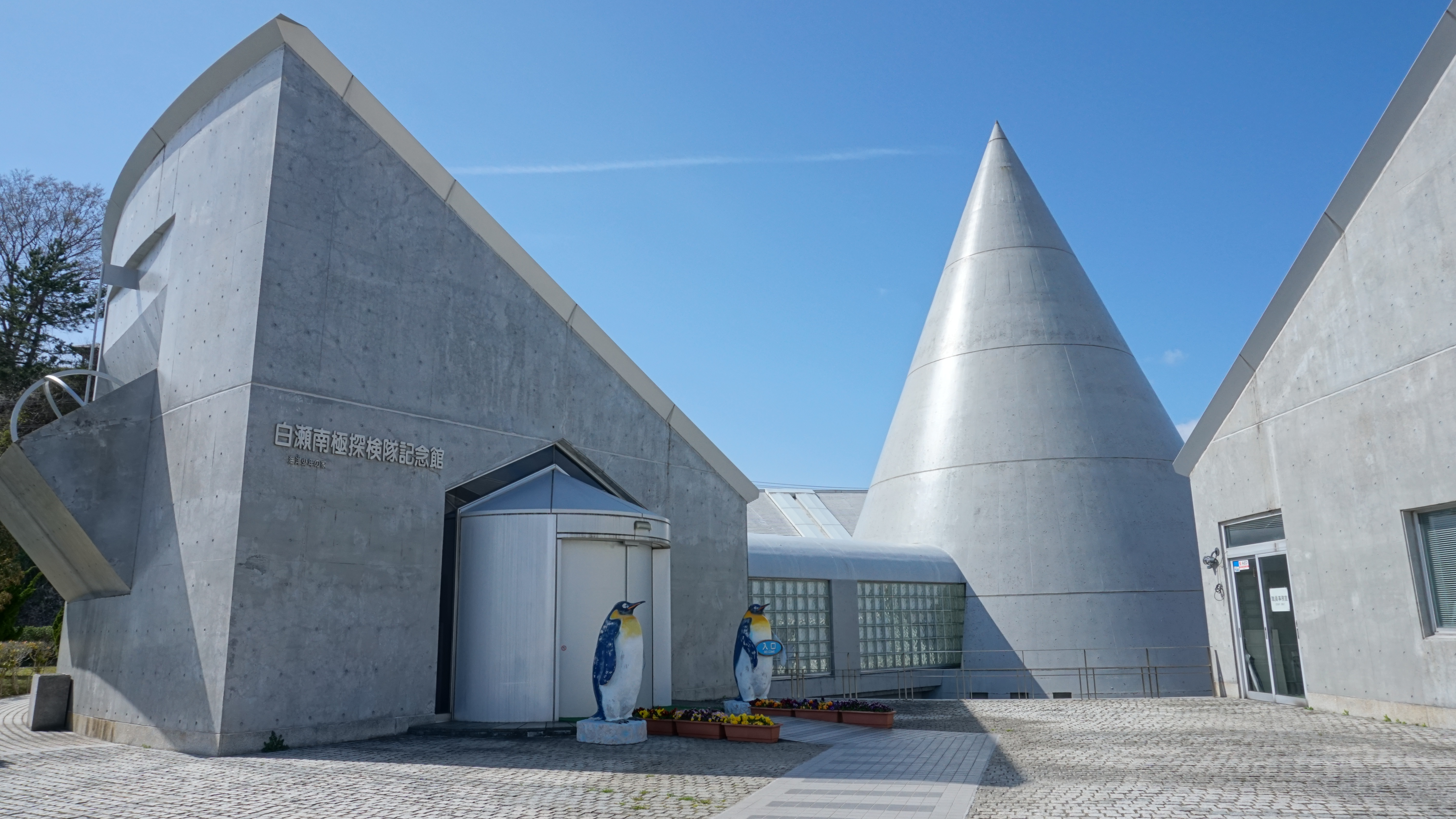
Здание музея, открытого в честь экспедиции Сирасэ

2 февраля «Кайнан-мару» вернулся в Китовую бухту. Тяжёлая ледовая обстановка требовала немедленного возвращения. 4 февраля команда была на борту своего судна, с собой взяли только 6 собак, остальных бросили на побережье. 20 июня экспедиция вернулась в Токио, пройдя за год и семь месяцев около 48 000 км. Лейтенант Сирасэ был вынужден вернуться в Японию раньше, изыскивать средства на выплату жалованья членам команды. Для этого он был вынужден продать собственный дом, экспедиционное судно и всё оборудование, но денег всё равно не хватило. Общая сумма расходов на экспедицию достигала 125 000 йен, из которых он был должен 40 000 йен (200 млн современных). Начальнику пришлось устроить лекционное турне с демонстрацией фильма, снятого в экспедиции, но на выплату долгов потребовалось 23 года.

## Память

### Японские участники
В родной деревне Нобу Сирасэ установлен памятник, а в новом городе Никахо (префектура Акита, в прошлом — посёлок Коноура) открыт музей покорителей Антарктиды. Здание напоминает по форме эскимосское иглу, на территории музея установлен макет «Кайнан-мару». Памятник экспедиции установлен также в Токио, в сквере на пирсе района Сибаура.

### Прочие
Айнским участникам экспедиции и собакам японцы поставили памятный знак на Сахалине на сопке рядом с селом Очёхпока (ныне Лесное).